# ملكة جمال الولايات المتحدة الأمريكية 1974
ملكة جمال الولايات المتحدة الأمريكية 1974 (بالإنجليزية: Miss USA 1974)‏ هي نسخة الثالثة والعشرون من مسابقة ملكة جمال الولايات المتحدة الأمريكية منذ انطلاقتها عام 1952، عقدت المسابقة في 18 مايو 1974 تم بثها على الهواء مباشرة بواسطة شبكة سي بي إس من شلالات نياجرا ، نيويورك ، في نهاية الحدث فازت بالمسابقة كارين موريسون البالغة من العمر 19 عامًا من ولاية إلينوي وتوجت من قبل ملكة جمال الولايات المتحدة الأمريكية المنتهية ولايتها أماندا جونز من ولاية إلينوي أيضًا، تعتبر موريسون رابع سيدة من ولاية إلينوي تفوز بلقب ملكة جمال الولايات المتحدة الأمريكية (وهو رقم قياسي في ذلك الوقت) ، فوزها باللقب رشحها لذهاب مسابقة ملكة جمال الكون ووصلت إلى الدور نصف النهائي في مسابقة ملكة جمال الكون عام 1974.
ومن قبيل الصدفة ، كانت ملكة جمال نيويورك أول وصيفة في مسابقة ملكة جمال الولايات المتحدة الأمريكية 1973. حدث ذلك مرة أخرى في مسابقة «ملكة جمال الولايات المتحدة الأمريكية 1974 عندما كانت ملكة جمال نيويورك (ملكة جمال الولايات المتحدة 1973 وملكة جمال الولايات المتحدة 1974 التي عقدت في نيويورك) هي الوصيفة الأولى مع الفائزين من إلينوي.

## النتائج

### المراكز النهائية
| النتائج النهائية                          | المتنافسة |
| ----------------------------------------- | --- |
| ملكة جمال الولايات المتحدة الأمريكية 1974 | - إلينوي - كارين موريسون |
| الوصيفة الأولى                            | - نيويورك - باربرا كوبر |
| الوصيفة الثانية                           | - ويسكونسن - ماري كوك |
| الوصيفة الثالثة                           | - كاليفورنيا - جايل جوريل |
| الوصيفة الرابعة                           | - كارولاينا الشمالية - مارسيا بيرتون |
| أفضل 12                                   | - أريزونا - كارليس بيترسون - مقاطعة كولومبيا - روبن أوتيرباك - فلوريدا - سينثيا زاك - لويزيانا - كارين هوف - ميزوري - دوروثي ماكالفين - نيفادا - ليندا درايدن - داكوتا الجنوبية - ديبرا آن بريكلي |

## المتسابقات
قائمة الولايات والمندوبات المشاركات في مسابقة ملكة جمال الولايات المتحدة الأمريكية 1974:
| - ألاباما - وينا لافاس - ألاسكا - سيندي ديكرسون - أريزونا - كارليس بيترسون - أركنساس - جينا هادل - كاليفورنيا - جايل جوريل - كولورادو - كوني لارسن - كونيتيكت - فاليري كابيلو - ديلاوير - شيريل فيتكينير - مقاطعة كولومبيا - روبن أوترباك - فلوريدا - سينثيا زاك - جورجيا - فيكي روس - هاواي - جوان أوتينسمير - أيداهو - دارلا جان دودن - إلينوي - كارين موريسون - إنديانا - ليزا تشايلدريس - آيوا - سوزان طومسون - كانساس - لورين بريكنريدج - كنتاكي - تشارلي جوليك - لويزيانا - كارين هوف - مين - ريبيكا تيتكومب - ماريلند - ماري جو روبرت - ماساتشوستس - إستيليان هيكس - ميشيغان - باتي لوفتيس - مينيسوتا - جايل جونسون - مسيسيبي - دينيس كلارك - ميزوري - دوروثي مكالفين | - مونتانا - كارول ألسيث - نبراسكا - ماري وولف - نيفادا - ليندا درايدن - نيوهامبشير - جون تيديشي - نيوجيرسي - بات سيمز - نيومكسيكو - يان نيلسون - نيويورك - باربرا كوبر - كارولاينا الشمالية - مارسيا بيرتون - داكوتا الشمالية - جودي والتز - أوهايو - كاي فيليبس - أوكلاهوما - يوجوندا ويليتس - أوريغون - بيجي آن جيردينغ - بنسيلفانيا - دوريسان جاتالسكي - رود آيلاند - ديبرا سيروني - كارولاينا الجنوبية - لين هوليس - داكوتا الجنوبية - ديبرا آن بريكلي - تينيسي - برين هندريكس - تكساس - ديبرا كرونين - يوتا - هالين بيترسن - فيرمونت - دونا ثورنتون - فيرجينيا - هازل توماس - واشنطن - شيريل روتليدج - فيرجينيا الغربية - كيم نوزوم - ويسكونسن - ماري كوك - وايومنغ - ديبي بيتي |

## روابط خارجية
- موقع ملكة جمال الولايات المتحدة الأمريكية الرسمي